# Qasr al-Hayr al-Sharqi

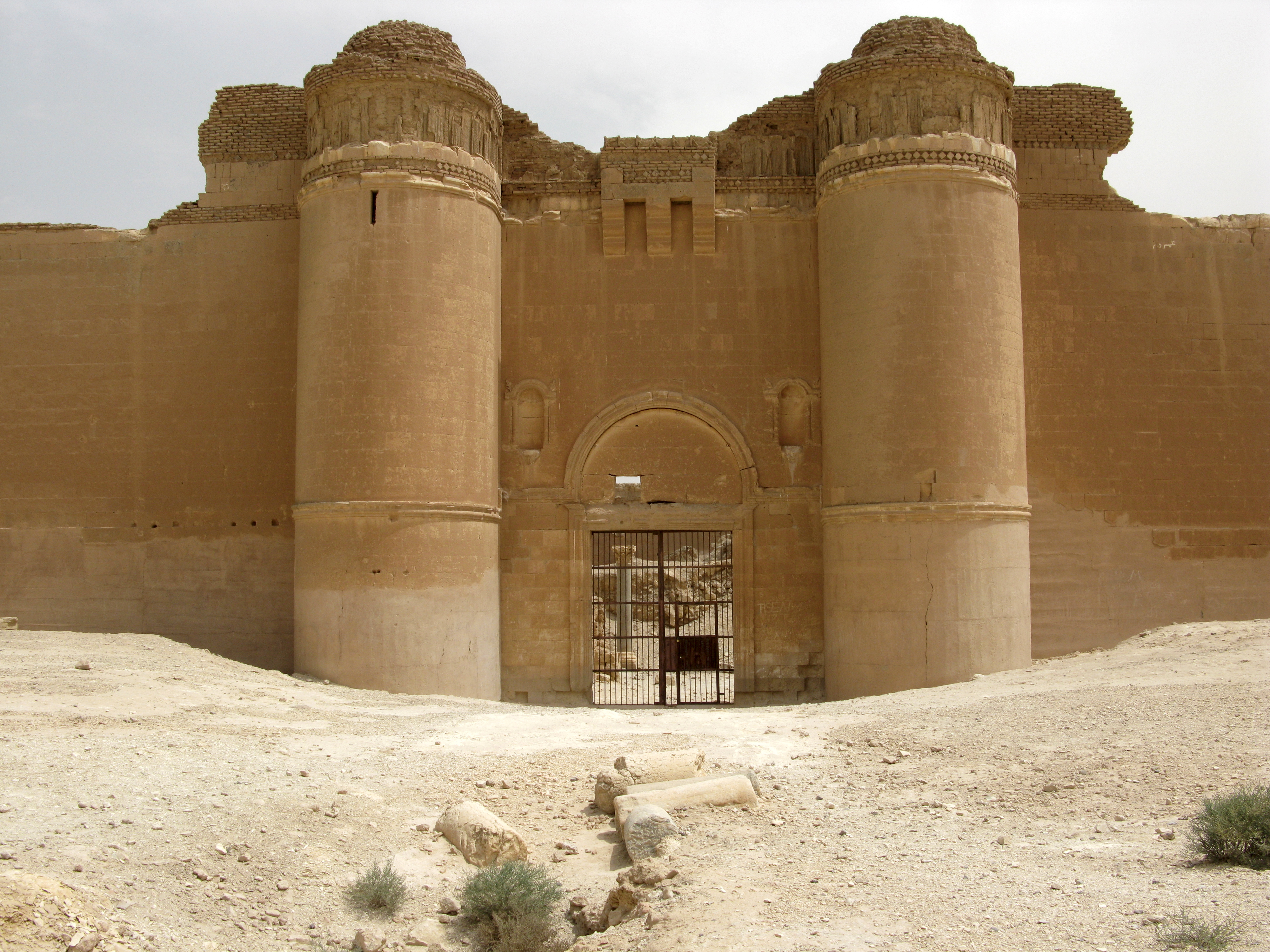
Qaṣr al-Ḥayr al-Sharqī

Il Qaṣr al-Ḥayr al-Sharqī (in arabo قصر الحير الشرقي‎?, cioè "Il palazzo cintato orientale") è un palazzo sito nel centro del deserto siriano.
Fu costruito dal califfo omayyade Hisham ibn 'Abd al-Malik nel 728-29, in un'area ricca di fauna del deserto. Fu apparentemente impiegato come avamposto destinato alla caccia del sovrano ma anche a scopo strategico-militare. Il palazzo è logicamente connesso col Qaṣr al-Ḥayr al-Gharbī, un altro castello delle vicinanze costruito un anno prima.

## Posizione
Il Qaṣr al-Ḥayr al-Sharqī è a 10 km da al-Sukhna e a 100 km da Sergiopolis (poi chiamata Rusafa) e da Palmira, presso il monte Bishrī.

## Architettura
Il palazzo consisteva in un'ampia corte aperta, circondata da possenti baluardi e torri, a sorveglianza degli ingressi e di ogni angolo dell'edificio. La costruzione era articolata su due strutture a pianta quadrata, il cui diametro era rispettivamente di 300 m e di 100 m. L'edificio conteneva stanze, archi e colonne che fanno pensare a un ampio complesso regio. Alcune delle parti decorate sono state trasferite all'interno del Museo Nazionale di Damasco, mentre il portale è stato ricostruito all'interno del Museo di Deir el-Zor.
La struttura principale aveva diversi piani, con una grande porta d'accesso e varie torri che tuttavia non furono costruite per rispondere a fini strettamente difensivi. Esistevano anche uliveti e il palazzo era approvvigionato con l'acqua di una vicina chiesa bizantina grazie a un canale lungo 5700 m. I due edifici contenevano hammam, cisterne d'acqua, moschee e giardini.

## L'UNESCO e il Qasr al-Hayr al-Sharqi
Il sito è stato aggiunto dall'UNESCO l'8 giugno del 1999 all'elenco dei siti da proteggere.